# 韓燕
韓燕（1985年8月10日—），中國新疆人。學生時代在國內擔任模特兒及車展女郎。後來就讀海南大學油畫系，並於當地參加過多項省內選美比賽，曾數度獲獎。早期活躍於網路世界，以「雅漾韓」為網名，在國內網站上頗具知名度。

## 經歷
2006年，韓燕當選海南博鰲形象小姐。同年參加由香港亞洲電視舉辦的亞洲小姐競選，在中國內地賽事中以22號參選，奪得「最佳口才獎」、「最上鏡小姐」與及賽區亞軍。
後來繼續突圍，順利打入香港區總決賽，同屆對手有陳瑀涵、舒夫真高、曾敏等。韓燕最終以4號佳麗的身份成功取得賽事季軍及「亞洲親善大使」的名銜，並簽約成為亞洲電視合約藝員。其後，韓燕數次以泳裝姿態為亞視主持綜藝旅遊節目，包括《碧水灣溫泉養生之旅》、《開心清遠溫泉之旅》、《星級順德自由行》、《番禺水上樂園鬥多fun》、《陽光熱浪嘉年華》等，均以其出眾身材成為新聞焦點。
2007年，韓燕參選北京奧運火炬手。經北京奧組委審核，於10月24日正式當選為2008年北京奧運國內火炬手之一，負責在5月4日至5月6日於海南三亞傳遞聖火，該站亦是北京奧運中國境內聖火傳遞路線的第一站。
2010年韓燕回歸亞洲電視。

## 電視節目（亞洲電視）
- 海南島好味道 (2011)

## 曾獲獎項
- 2005年
  - 海南省海馬車模大賽入選「十佳」
  - 海南省首屆高校模特大賽冠軍
  - 海南省首屆影視模特大賽冠軍
  - 「金椰子周」全國十大廣告新人獎
  - 樓盤形象大使冠軍
- 2006年
  - 動感嬌娃汽車模特大賽季軍
  - 精功盃模特大賽亞軍
  - 廣安堂盃博鰲形象小姐冠軍
  - 2006年度亞洲小姐競選
    - 中國內地網絡賽區--冠軍
    - 中國內地賽區--亞軍
    - 中國內地賽區--最佳口才獎
    - 中國內地賽區--最上鏡小姐
    - 香港總決賽季軍
    - 亞洲親善大使
- 2008年
  - 第29屆奧林匹克運動會海南地區火炬手 編號：009

## 備註
1. ↑  .   [2008-04-23]. （原始内容存档于2022-03-31）.
2. ↑  .   [2008-04-23]. （原始内容存档于2008-12-23）.
3. ↑  大公網：海南火炬手韓燕 的存檔，存档日期2008-04-18.

## 外部連結
- 亞洲小姐候選佳麗資料
- 韓燕個人博客 （页面存档备份，存于）
- 韓燕QQ網站 （页面存档备份，存于）
- 韓燕網上最紅的性感相簿

| 前任： 翟湘萍 | 亞洲小姐競選季軍 2006年 | 繼任： 孫辰 |